# Антон Вратуша
Антон Вратуша, рођен као Антал Вратуша (мађ. Antall Vratussa; Долња Славеча, код Мурске Соботе, 21. фебруар 1915 — Љубљана, 30. јул 2017) био је учесник Народноослободилачке борбе, друштвено-политички радник СФР Југославије и СР Словеније, дипломата и слависта.

## Биографија
Рођен је 21. фебруара 1915. године у Долњој Славечи, код Мурске Соботе. Родитељи су му били Антон Вратуша и Ана Бокан.
Реалну гимназију похађао је у Мурској Соботи, па од 1931. године у Љубљани, где уписује и студије славистике. Војни рок је одслужио у Школи резервних пешадијских официра, коју је завршио 1. децембра 1939. године, када је унапређен у резервног пешадијског потпоручника. Са њим на обуци налазио се и Милош Шумоња.
Године 1939. добитник је светосавске награде Универзитета у Љубљани за свој необјављени семинарски рад о горичком говору. Објављује радове Језиковне размере у северном Прекмурју и словенском Порабљу (1939) и Језик Новога закона и Светих јеванћелиста (1940). Докторирао је славистику на Филозофском факултету Универзитета у Љубљани, лета 1941. године. Положио је стручни испит за учитеља стенографије. Пре рата писао је у разним часописима о питању историје књижевности и језика, а по ослобођењу о политичким и друштвеним питањима.
Априлски рат 1941. године дочекује као официр у резерви војске Краљевине Југославије. Народноослободилачкој борби прикључио се 1941. године. Италијански фашисти су га заробили у северној Италији у фебруару 1942. године. Прво је био интерниран у концентрациони логор Гонарс, а затим у Тревизо, Падову и на Раб, све до капитулације Италије, септембра 1943. године. Док се налазио на Рабу, ступио је у редове Освободилне фронте.
Након ослобођења логора, Вратуша је постао заменик команданта Рапске партизанске бригаде. Члан Комунистичке партије Југославије (КПЈ) постао је исте године. Био је вођа делегације НОВЈ при Комитету националног ослобођења Италије, антифашистичком покрету у северној Италији, који је водио борбу против Италијанске социјалне републике.

### Послератни период
После ослобођења Југославије, вршио је одговорне дужности у Републици и Федерацији:
- заменик начелника првог одељења Управе државне безбедности - УДБ (обавештајног) за Југославију од марта 1945. до 1949. године,[7]
- заменик начелника Друге управе Генералштаба ЈНА (војнообавештајне) од 1949. до 1952. године,
- начелник Одсека за анализу и документацију (обавештајног одељења) и опуномоћени министар у Државном секретаријату за иностране послове (ДСИП) од 1952. до 1953. године,[8]
- шеф Кабинета потпредседника Савезног извршног већа (СИВ)  у звању државног подсекретара од 1953. до 1963. године,
- шеф Кабинета председника Савезне скупштине СФРЈ Едварда Кардеља од 1963. до 1965. године у звању делегата Савезне скупштине СФРЈ,
- директор Института друштвених наука у Београду од 1965. до 1967. године,
- изасланик Организације уједињених нација (ОУН) у Југозападној Африци од октобра 1966. до јуна 1967. године,
- стални представник СФР Југославије у Уједињеним нацијама од 1967. до 1969. године,
- заменик Савезног секретара за иностране послове СФРЈ од 1969. до 1971. године,
- потпредседник  Савезног извршног већа  (савезне владе) од 1971. до 1978. године,
- председник Извршног већа Скупштине СР Словеније од априла 1978. до јула 1980. године.
- председник Савезног већа Скупштине СФРЈ  од 1982. до 1983. године,

Преминуо је 30. јула 2017. године у Љубљани, у 103. години живота.
Носилац је Партизанске споменице 1941. и других високих југословенских одликовања, међу којима су — Орден заслуга за народ првог реда, Орден партизанске звезде другог реда и Орден братства и јединства другог реда.